# Crocifissione coi dolenti e due angeli
La Crocifissione coi dolenti e due angeli è un dipinto a tempera e oro su tavola (60,5x33,5 cm) di Paolo Uccello, databile al 1423 circa e conservato in una collezione privata.

## Storia
Riferita da Federico Zeri a Giovanni da Modena (catalogandone però la foto tra gli anonimi fiorentini tardogotici), fu Luciano Bellosi, interpellato dal proprietario, a indicarla per la prima volta nell'attività giovanile di Paolo Uccello, vicino a lavori come la Madonna Del Beccuto.

## Descrizione e stile
Il Cristo crocifisso, su un'esile croce, si leva al centro della tavoletta, compianto in basso dalle mezze figure di Maria e san Giovanni dolenti. Ai lati di Gesù morente due angeli in volo ne raccolgono il sangue che sgorga copioso dalle ferite sul costato e alle mani.
L'opera è scossa dai ritmi ondulati dei panneggi, in pieno stile tardogotico, aggiornati però a un'illuminazione forte e sperimentale, ormai quattrocentesca, e a un significativo studio delle fisionomie dolenti, aggiornati ai più innovativi esperimenti di Masaccio nella Cappella Brancacci. Le incisioni delle aureole sono pienamente compatibili con quelle dell'Annunciazione di Oxford: in quella di Maria si legge "Sa[n]ta Maria ora p[ro nobis]". Anche quella di Cristo presenta un motivo a stuoino intrecciato che si riscontra anche nel San Giorgio e il drago a Melbourne. Analogie si riscontrano inoltre, rispetto alle suddette tavole, nel trattamento dei capelli o nelle spigolose figure angeliche. Il formato originale e l'inconsueto taglio a metà dei dolenti, che giganteggiano proiettandosi in avanti rispetto alla croce, confermano una vivace originalità, che è una caratteristica costante dell'opera di Paolo Uccello.  
Le componenti emiliane (nelle filettature d'oro dei panneggi e nel loro sovrabbondante gonfiarsi) sono spiegabili con un primo soggiorno bolognese dell'artista, magari databile verso il 1420.